# Spirovo
Spirovo (in russo Спирово?) è un insediamento di tipo urbano della Russia europea nell'oblast' di Tver'; è il centro amministrativo del rajon Spirovskij.
Si trova 80 km a nord-ovest di Tver'.